# In the Land of the Head Hunters
In the Land of the Head Hunters – amerykański niemy film z 1914 roku w reżyserii Edwarda S. Curtisa

## Wyróżnienia
| Rok wpisania | National Film Registry |
| ------------ | --- |
| 1999         | Lista filmów budujących dziedzictwo kulturalne USA utworzona przez National Film Preservation Board i przechowywana w Bibliotece Kongresu Stanów Zjednoczonych |